# 卡森·麦卡勒斯
卡森·麦卡勒斯（英語：Carson McCullers，1917年2月19日—1967年9月29日），生于美国乔治亚州，美国著名女性作家，有长篇小说、短篇小说、戏剧、散文、诗歌等作品多部。

## 生平
1917年，卡森·麦卡勒斯出生在美国乔治亚州州府哥伦布市，原名Lula Carson Smith。
父亲具有法国人血统，是一名珠宝商。
10岁时，麦卡勒斯开始练习钢琴。
15岁时，麦卡勒斯的父亲给了她一台打印机，希望她长大后成为一名作家。
17岁时，麦卡勒斯去美国纽约州哥伦比亚大学和纽约州立大学读书，主要学习写作。
22岁时，麦卡勒斯写成《心是孤独的猎手》，这是她的处女作。
29岁时，麦卡勒斯因疾病最终瘫痪。
1967年，麦卡勒斯因脑部出血而昏迷，一度昏迷45天，之后病逝，其最后的作品是《神启与夜之光》。

## 家庭
1937年，麦卡勒斯嫁给了利夫斯·麦卡勒斯（英語：Reeves McCullers），婚后住在北卡罗来纳州。

## 写作风格
麦卡勒斯小说作品的主题是人的孤独、孤立和疏离，部分文学评论家认为她的作品对爱情的观点是绝望的，而李文俊认为她的作品表现出她对爱情的呼唤和理解。

## 作品
麦卡勒斯的简体中文版作品由李文俊翻译出版。
麦卡勒斯的《心是孤独的猎手》得到了美国脱口秀主持人奥普拉·温弗里的推荐，成为亚马逊书店的畅销书。
麦卡勒斯在中国大陆曾得到钱锺书、苏童等文人的钟爱。

### 长篇小说
- 《心是孤独的猎手》（英語：The Heart Is a Lonely Hunter）
- 《婚礼的成员》（英語：The Member of the Wedding）
- 《金色眼睛的映像》（英語：Reflections in a Golden Eye）
- 《没有指针的钟》（英語：Clock Without Hands）

### 短篇小说集
- 《伤心咖啡馆之歌》（英語：The Ballad of the Sad Cafe）

### 自传
- 《神启与夜之光》（英語：Illuminati on And Night Glare）
- The Square Root of Wonderful
  - （自传体回忆录，自述她与Reeves McCullers的生死恋情）